# Pfarrhaus (Aach im Allgäu)

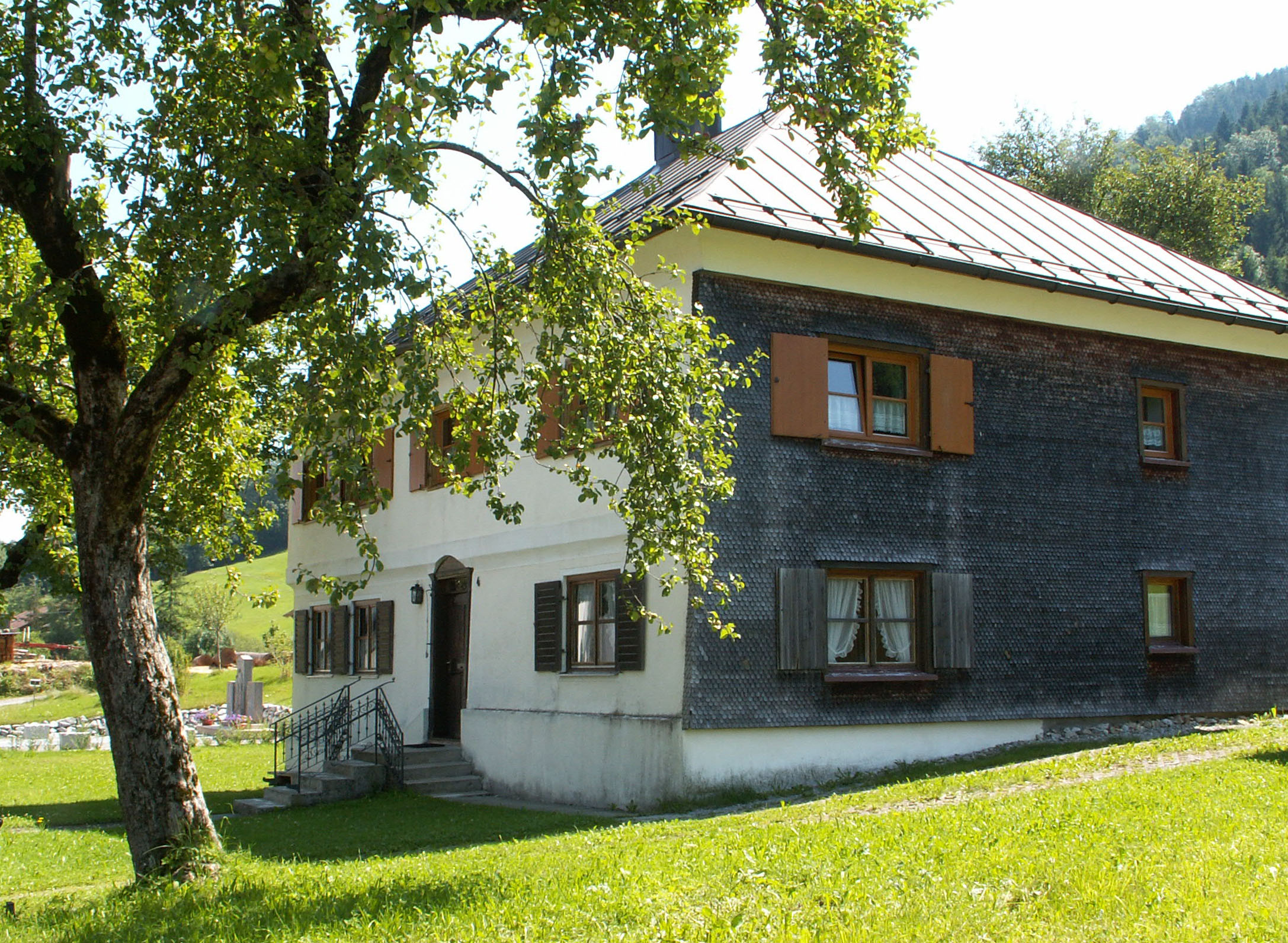
Pfarrhaus in Aach im Allgäu

Das Pfarrhaus in Aach im Allgäu, einem Gemeindeteil von Oberstaufen im Landkreis Oberallgäu im bayerischen Regierungsbezirk Schwaben, wurde um 1790 errichtet. Das Pfarrhaus mit der Adresse Aach 4, neben der katholischen Pfarrkirche Maria Schnee, ist ein geschütztes Baudenkmal.
Der zweigeschossige Walmdachbau wurde um 1790 erbaut, das Dach wurde 1843 erneuert. Eine zweiseitige Freitreppe führt zum schlichten Portal.